# Spitzenorganisation der Filmwirtschaft

Das Logo der SPIO

Die Spitzenorganisation der Filmwirtschaft (SPIO) ist der Spitzenverband der deutschen Filmwirtschaft in der Rechtsform eines eingetragenen Vereins mit Sitz in Wiesbaden. Der Verband vertritt die Interessen von 17 Berufsverbänden, die insgesamt wiederum über 1.400 Mitgliedsfirmen vertreten. Seit 2021 ist Christian Sommer Präsident der SPIO.

## Aufgabe
Als Interessenvertretung der gesamten deutschen Film- und Videowirtschaft äußert sich die SPIO öffentlich zu ökonomischen, rechtlichen und politischen Fragen, die diese Branche betreffen, nimmt Stellung zu Gesetzesvorhaben und erfüllt für ihre Mitglieder Servicefunktionen.

## Einrichtungen und Servicefunktionen
Eine Tochtergesellschaft der SPIO ist die seit 2002 als GmbH geführte Freiwillige Selbstkontrolle der Filmwirtschaft (FSK).
Die SPIO führt auch ein Titelregister zur Registrierung von Urheberrechten an Filmtiteln.
Die Statistische Abteilung erfasst alle verfügbaren Daten im Bereich der deutschen Filmwirtschaft, wertet sie aus und stellt die Ergebnisse der Öffentlichkeit zur Verfügung.
Mitglieder können Filme und Videos, die von der Freiwilligen Selbstkontrolle der Filmwirtschaft kein Kennzeichen erhalten haben, einer Juristenkommission der SPIO (kurz SPIO/JK) vorlegen, die prüft, ob der Bildträger die Bestimmungen des Strafgesetzbuchs einhält und in diesem Fall eines ihrer zwei Prüfzeichen vergibt: einerseits das Prüfzeichen SPIO/JK juristisch geprüft: strafrechtlich unbedenklich und andererseits das Prüfzeichen SPIO/JK juristisch geprüft: keine schwere Jugendgefährdung.
Der Verein tritt als Gesellschafter des Filmfests München auf.
1950 hat die SPIO außerdem die Deutsche Filmkünstlernothilfe ins Leben gerufen, die als spendenfinanzierte, mildtätige Stiftung hilft, notleidende Filmschaffende zu unterstützen.
Seit 1974 veranstaltet die SPIO den Deutschen Filmball in München, der im Januar im Hotel Bayerischer Hof stattfindet. Ein Teil der Erlöse kommt der Deutschen Filmkünstlernothilfe zugute.

## Geschichte
Die Spitzenorganisation der Filmwirtschaft e. V. (SPIO) wurde 1923 in Berlin als Dachverband der Produktions-, Verleih- und Kinowirtschaft gegründet. Nach der Verstaatlichung der Filmwirtschaft durch die Nationalsozialisten und der Auflösung des Verbandes 1933 wurde die SPIO 1950 in Wiesbaden neu gegründet.

### Präsidenten
- 2012–2015: Manuela Stehr[4]
- 2015–2019: Alfred Holighaus
- 2019–2021: Thomas Negele
- seit 2021: Christian Sommer